# Karen Louise Wilson
Karen Louise Wilson (Australia, 1950) es una botánica australiana, que opera en Balmain, Nueva Gales del Sur.

## Algunas publicaciones

### Libros
- karen l. Wilson, d.a. Morrison. 2000. Monocots, Systematics and Evolution. Ed. CSIRO Publishing. 738 p. ISBN 0-643-06437-0

- ----------------------. 1986. Systematic Studies in Cyperus Section Pinnati. Editor Univ. of New South Wales, 824 p.

## Honores
En 2008 recibe la "Orden de Australia" y es registrada en el "Queen's Birthday honours list" por servicios a la botánica como investigadora.
- La abreviatura «K.L.Wilson» se emplea para indicar a Karen Louise Wilson como autoridad en la descripción y clasificación científica de los vegetales.[4]